# Batalha do Ambidizi
A Batalha do Ambidizi (Mbidizi) ou Ambriz foi um confronto militar em junho de 1670 entre as forças do Principado do Soio e as da colônia portuguesa de Angola durante a Guerra Civil do Congo (1665  1709). Fez parte de uma campanha militar para quebrar o poder do Soio na região. Os portugueses obtiveram uma vitória decisiva, infligindo pesadas baixas e matando o líder local.

## Antecedentes
Em 1665, o Reino do Congo entrou em confronto com os seus antigos aliados, os portugueses, na Batalha de Ambuíla. O combate resultou numa esmagadora vitória portuguesa que terminou com a morte do manicongo António I (r. 1661–1665) e de grande parte da nobreza do reino. Posteriormente, o Congo rachou numa guerra civil brutal entre a Casa de Quinzala, a qual António pertencia, e a Casa de Quimpanzo. Soio, lar de muitos partidários Quimpanzo, estava ansioso para tirar vantagem do caos. Poucos meses depois da tragédia em Ambuíla, o príncipe do Soio invadiu a capital de São Salvador e instalou no trono o seu protegido Afonso II. Isso aconteceu novamente em 1669 com a colocação de Álvaro IX no trono.
A esta altura, tanto os portugueses como as autoridades centrais do Congo estavam a ficar cansados da intromissão de Soio. Enquanto os Quinzala e outros no Congo viviam com medo de uma invasão do Soio, o governador de Luanda temia seu poder crescente. Com acesso a mercadores holandeses dispostos a vender-lhes armas e canhões, além de acesso diplomático ao papa, estava a caminho de se tornar tão poderoso quanto Congo antes de Ambuíla. Comprometendo-se com o impensável, a fraca autoridade central do Congo pediu a Luanda que invadisse Soio. Em troca, a Portugal foi prometido dinheiro, concessões minerais e o direito de construir uma fortaleza em Soio para impedir a entrada dos holandeses.

## Luta e rescaldo
Em resposta ao apelo de Rafael (r. 1670–1673), um exército colonial português de Luanda foi despachado para conquistar Soio em junho de 1670. Conde Estêvão e seu irmão, o príncipe Paulo da Silva, moveram-se com uma força de mosqueteiros congos misturados com infantaria pesada segurando escudos pelos quais os soldados congos eram famosos. Os exércitos lutaram ao norte do Ambidizi. Os lusitanos foram logo bem-sucedidos tal como em Ambuíla e Bumbi. O uso português da metralha causou muitas baixas ao exército do Soio e forçou-o a recuar. Paulo da Silva estava entre os mortos. Empolgados com a vitória, os portugueses capturaram os escudos dos inimigos e marcharam ainda mais, antecipando um novo confronto e esperando uma chance de mostrar seus próprios talentos na esgrima. Os portugueses avançaram ainda mais para o Congo, onde foram interceptados e derrotados por Soio em Quitombo.